# Elmo Zumwalt
Pour les articles homonymes, voir Zumwalt.
Elmo Russell « Bud » Zumwalt, Jr., né le 29 novembre 1920 à San Francisco et mort le 2 janvier 2000 à Durham, est un amiral de la marine des États-Unis. Il a été le chef des opérations navales entre 1970 et 1974.
Zumwalt a joué un rôle majeur dans l'histoire militaire américaine, en particulier pendant la guerre du Viêt Nam. Ancien combattant décoré, Zumwalt a réformé la politique du personnel de la marine américaine dans un effort pour améliorer la vie des marins et pour apaiser les tensions raciales.

## Carrière
Il entre à l'Académie navale d'Annapolis en 1939. Diplômé en 1942, il participe à la campagne du Pacifique d'abord sur le destroyer USS Phelps, puis en 1943 est détaché pour instruction au commandement d'entraînement opérationnel du Pacifique à San-Francisco. En 1944, à bord d'un destroyer de la classe Fletcher, il participe à la bataille du golfe de Leyte où il obtient une Bronze Star en tant qu'évaluateur au Combat Information Center (CIC).
Il participe à la guerre de Corée à bord du cuirassé USS Wisconsin (BB-64) entre 1951 et 1952.
Au début des années 1960, il est repéré par Paul Nitze, alors secrétaire adjoint à la Défense pour les affaires de sécurité internationale, qui en fait son conseiller, y compris durant la crise de Cuba, puis son bras droit lorsqu'il est nommé secrétaire à la Marine des États-Unis le 29 novembre 1963. C'est sur sa recommandation qu'il est nommé contre-amiral en 1965 à l'âge record de 44 ans, puis vice-amiral en 1968 et commandant les forces navales américaines au Vietnam dans un conflit qu'il a par ailleurs désapprouvé dès son début.
Responsable en particulier de la marine fluviale, il ordonne l'aspersion des berges des rivières avec l’agent Orange afin d'éviter l'action des tireurs embusqués. Les fabricants de ce produit lui avaient personnellement assuré qu'il n'y avait pas de risques pour la santé. Son fils qui était marin fut exposé à l'agent Orange et mourra d'un cancer en 1988.
Il devient, en avril 1970, le plus jeune chef des opérations navales. À ce poste jusqu'en 1974, il secoue le conservatisme de l'US Navy en matière d'intégration raciale et lutte contre les discriminations envers les minorités. Le premier amiral afro-américain est nommé sous son commandement et le nombre de femmes embarquées s’accroît. Les protestations sont vives contre sa politique "libérale" et cela aboutit à une campagne de dénigrement qui l’accuse d'avoir présidé à un relâchement de la discipline (il autorise les moustaches et les barbes chez les marins, introduit des distributeurs de bière dans les bases, permet à des employés moins bien payés de porter des vêtements civils). Il tient bon et on assiste à une forte augmentation du nombre d'engagements dans la marine qui était très bas à son arrivée.
Au niveau opérationnel, il s’inquiète du développement de la marine soviétique et du rapport de forces entre les superpuissances alors que l'on assiste à cette période à une baisse relative de la puissance américaine. Il tente d'obtenir des crédits du Congrès américain pour moderniser la flotte alors que celle-ci subit de fortes coupes dans son ordre de bataille. Il est hostile au programme de sous-marins de la classe Los Angeles qu'il considère comme trop compliqué et onéreux. 
Il restera connu comme un défenseur des droits civiques, un anticommuniste promouvant une puissance militaire forte et un défenseur d’Israël qu'il voit comme un porte-avions américain.
Après avoir pris sa retraite de la marine, il s'est porté candidat démocrate en 1976 au Sénat des États-Unis pour la Virginie, sans toutefois remporter l'élection face à Harry F. Byrd, Jr..
Elmo Zumwalt passera une grande part de son temps dans les années 1980 et 1990 à lutter en faveur des vétérans touchés par des maladies en temps de guerre. Lui-même est mort en 2000 à la suite de son exposition à l'amiante à bord des navires.
Le destroyer de l'US Navy, l'USS Zumwalt (DDG-1000), navire de tête de la classe homonyme, est nommé ainsi en sa mémoire.

## Décorations

### Décorations américaines
- Médaille présidentielle de la Liberté
- Navy Distinguished Service Medal
- Legion of Merit
- Bronze Star Medal

### Décorations étrangères
- Croix de grand commandeur de l'ordre du Mérite (Allemagne)
- Commandeur de l'ordre de Léopold (Belgique)
- Grand-croix de l'ordre national de la Croix du Sud (Brésil)
- Commandeur de la Légion d'honneur (France)
- Grand-croix de l'ordre de Georges Ier (Grèce)
- Chevalier grand-croix de l'ordre du Mérite de la République italienne‎
- Grand cordon de l'ordre du Soleil levant 1ère classe (Japon)
- Grand-croix de l'ordre de Saint-Olaf (Norvège)
- Grand officier de l'ordre d'Orange-Nassau (Pays-Bas)
- Grand-croix à l'étoile d'argent de l'ordre du Mérite de Duarte, Sanchez et Mella (République dominicaine)